# Chumbote
Chumbote es un cuento del escritor ecuatoriano José de la Cuadra, publicado en 1931 como parte del libro de relatos Repisas. El cuento narra la historia de Chumbote, un muchacho proveniente del campo que trabaja como criado y sufre maltratos recurrentes a manos de su patrona, de quien posteriormente logra vengarse por medio de una gratificación retorcida.
El cuento es considerado la primera obra maestra de la narrativa de De la Cuadra. Constituyó también una de sus primeras incursiones en la estética del realismo social y en historias sobre la ruralidad y el pueblo montuvio, dado que sus cuentos anteriores (incluyendo la mayoría de relatos reunidos en Repisas) poseían características románticas y modernistas, además de ser urbanos. El estilo y temáticas desarrolladas en Chumbote se convirtirían en una constante en las obras siguientes del autor, incluido el carácter de denuncia social y reivindicación del débil ante los abusos de opresores.
La obra fue adaptada al teatro por el dramaturgo ecuatoriano José Martínez Queirolo.

## Argumento
Chumbote era un muchacho de doce años que solía vivir en el campo, pero que es abandonado por su padre al cuidado de su patrón, Federico Pinto, para que trabajara como criado en su casa de Guayaquil. Allí conoce a doña Feliciana, la esposa del patrón, quien toma la costumbre de maltratarlo brutalmente por creer que se trataba de un hijo ilegítimo de Federico. De Jacinto, el hijo del patrón y de doña Feliciana, aprende el hábito de masturbarse, práctica que realiza varias veces al día mientras piensa en la joven criada de la casa.
Un día, mientras perseguía a un gato, Chumbote descubre que una de las tablas de la azotea estaba floja. La bulla despierta a doña Feliciana, quien se dirige inmediatamente a golpearlo. El dolor del primer golpe despierta todo el odio acumulado en Chumbote, quien de inmediato idea la venganza perfecta contra doña Feliciana y corre hacia la azotea, cuidando de esquivar la tabla floja. Justo como había esperado, doña Feliciana pisa la tabla y cae hasta el patio de la casa, desde donde Chumbote la observa expectante para confirmar si seguía viva. Al fijarse en que la caída le había levantado las polleras y había dejado al descubierto sus gruesas piernas, Chumbote no puede resistirse y empieza a masturbarse.